# ROUND & ROUND
『ROUND & ROUND』（ラウンド アンド ラウンド）は、THE RAMPAGE from EXILE TRIBEの5枚目のオリジナルアルバム。2023年2月22日にrhythm zoneから発売された。

## 概要
CDには、3ヶ月連続でリリースしたシングルの「THE POWER」、「ツナゲキズナ」、「ROUND UP feat. MIYAVI/KIMIOMOU」の表題曲とカップリング曲はもちろん、アルバムのための新曲4曲、HiGH&LOW THE WORST BEST ALBUMに収録の「Slam That Down」などを収録。
DVDには、2022年4月16日から12月30日にかけて行われた「THE RAMPAGE LIVE TOUR 2022 "RAY OF LIGHT"」の大阪城ホール公演を収録。

## 収録曲

### CD
1. NO GRAVITY [4:31]
作詞：ZERO、作曲：SLAY HIROKI・ZERO
アートアクアリウム美術館 GINZA CMソング
2. THE POWER [3:26]
作詞：ZERO、作曲：Fishtail・Simon Petren・Michelle Cho
映画『HiGH&LOW THE WORST X』主題歌
3. Slam That Down [3:12]
作詞：Amon Hayashi、作曲：Daniel Kim・Takey・Scott Russell Stoddart
映画『HiGH&LOW THE WORST X』挿入歌
4. Fallen Butterfly [3:14]
作詞：YVES & ADAMS、作曲：Ken Berglund・David Simon
映画『HiGH&LOW THE WORST X』エンディングテーマ
5. STRAIGHT UP [3:10]
作詞：AMBASS・川村壱馬、作曲：SKY BEATZ
6. ROUND UP feat. MIYAVI [4:47]
作詞：SHOKICHI 作曲：Daisuke“DAIS”Miyachi、Yuichi Ohno、MIYAVI
映画『犯罪都市 THE ROUNDUP』の日本版主題歌
7. ROLL UP [3:12]
作詞：TSUGUMI、作曲：ERIK LIDBOM・CHRIS HOPE
8. ツナゲキズナ [3:24]
作詞：FAST LANE、作曲：FAST LANE・CHRIS HOPE
TBS系『2022年バレーボール女子世界選手権』公式テーマソング
9. Love Will Find A Way [3:04]
作詞：SHOKICHI、作曲：Daisuke“DAIS”Miyachi・Yuichi Ohno
TVアニメ『六道の悪女たち』エンディングテーマ
10. Change My Life [4:01]
作詞：Masaya Wada、作曲：Xansei・Wesley Singerman・Nick Lopez
テレビドラマ『ダメな男じゃダメですか?』エンディングテーマ
11. KIMIOMOU [3:28]
作詞・作曲：FAST LANE
テレビ東京 水ドラ 25『キス×kiss×キス～メルティングナイト～』主題歌
12. ハジマリノウタ [3:59]
作詞：Masaya Wada、作曲：DX ISHII・Code.EK
『東京インテリア』CMソング

### CD DISC 2-3
・THE RAMPAGE LIVE TOUR 2022 “RAY OF LIGHT” 2枚組LIVE CD

### 豪華盤DVD/Blu-ray
[MUSIC VIDEO]
1. NO GRAVITY (MUSIC VIDEO)
2. THE POWER (MUSIC VIDEO)
3. ツナゲキズナ(MUSIC VIDEO)
4. ROUND UP feat. MIYAVI (MUSIC VIDEO)
5. KIMIOMOU (MUSIC VIDEO)
6. NO GRAVITY (PERFORMANCE VIDEO)
7. NO GRAVITY (MUSIC VIDEO MAKING MOVIE)

### DVD / Blu-ray DISC 2
[LIVE MOVIE]
・THE RAMPAGE LIVE TOUR 2022 “RAY OF LIGHT” at OSAKA-JO HALL

### 通常盤 DVD/Blu-ray
[MUSIC VIDEO]
1. NO GRAVITY (MUSIC VIDEO)
2. THE POWER (MUSIC VIDEO)
3. ツナゲキズナ(MUSIC VIDEO)
4. ROUND UP feat. MIYAVI (MUSIC VIDEO)
5. KIMIOMOU (MUSIC VIDEO)
6. NO GRAVITY (PERFORMANCE VIDEO)
7. NO GRAVITY (MUSIC VIDEO MAKING MOVIE)

[DOCUMENTARY MOVIE]
1. RMPG PEEPS -episode 3-

## NO GRAVITY - English Version
「NO GRAVITY - English Version」は、THE RAMPAGE from EXILE TRIBEの楽曲。配信限定シングルとして2023年2月20日にリリースされた。
本曲は、『ROUND & ROUND』に収録されている『NO GRAVITY』の英語バージョンである。また、同年5月2日にリリースされた19thシングル『16BOOSTERZ』にカップリング曲として収録された。